# Rupert Young
Rupert Francis Young (født 16. maj 1978) er en britisk skuespiller, der er mest kendt for rollen som sir Leon i BBC's tv-serie Merlin.

## Karriere
Rupert Young startede sin vej mod at blive skuespiller, da han spillede et æsel som 5-årig i skolen.
Han studerede på LAMDA (The London Academy of Music and Dramatic Art).
Udover at spille med i mange tv-serier, spiller Rupert også en del teater. 

## Filmografi
| År        | Titel                        | Rolle          | Format   | Notes                                      |
| --------- | ---------------------------- | -------------- | -------- | ------------------------------------------ |
| 2004      | Island at War                | Britisk soldat | Tv-serie | Afsnit "Eve of the War"                    |
| 2004      | Dirty Filthy Love            | Josh           | Tv-film  |                                            |
| 2004      | Doc Martin                   | Adrian Pitts   | Tv-serie | Afsnit "Haemophobia" og "Gentlemen Prefer" |
| 2006      | Kriminalkommissær Foyle      | Bevæbnet vagt  | Tv-serie | Afstnit "Bad Blood"                        |
| 2006      | Store og Små Synder          | Zak            | Tv-serie | Asnit "Wine and Roses"                     |
| 2008      | Hul Igennem                  | Mike           | Tv-serie | Afsnit 2 sæson 2                           |
| 2009      | Just Because You're Paranoid | Derek          | Kortfilm |                                            |
| 2009      | Hotel Babylon                | Justice        | Tv-serie | Afsnit 4 sæson 4                           |
| 2004      | Shameless                    | Marc Arlington | Tv-serie | Afsnit 15 sæson 7                          |
| 2004      | This Love                    | Anden mand     | Kortfilm |                                            |
| 2009-2012 | Merlin                       | Sir Leon       | Tv-serie | 32 afsnit i alt                            |